# جبل سيفيلاجا
سيفيلاجا (بالكرواتية: Svilaja)، سلسلة جبال تقع في جنوب كرواتيا. يبلغ ارتفاع أعلى قمة 1,508 متر.